# 30歲的健康教育
《30歲的健康教育》，或稱30歲的保健教育，是一本指導書籍《30歲的保健體育》(日语：30歳の保健体育)，及以其為藍本的動畫作品，由製作公司Gathering動畫化並定於2011年4月開始播放。此外，本作亦會被四格漫畫化並刊登於雜誌四格漫畫KINGS調色板及Lite。

## 簡介
原书是针对秋叶原系宅男的恋爱及性教育的萌化读本。
動畫主要是講述一對30歲的未婚和沒有戀愛經驗的男女如何去擺脫單身的問題，亦會有從天而降的天使幫助他們解決問題及指導他們。

## 角色
今河駿（聲：下野紘）
本作的男主角。30歲，處男，沒有女朋友和任何性愛經驗，系統公司的勤務人員。
認真的理科系男子。
在30歲生日那天夜裡，和性愛之神邱比特相遇了。之後每天都陷入了混亂之中。
結局與安藤夏育有一子大五郎。
安藤夏（聲：名塚佳織）
本作的女主角。30歲，處女。
大學圖書館勤務人員。
性格文靜乖巧的文科系女子。
總是夢想著能夠和自己喜歡的男生結合在一起。
性知識貧乏，總是讓美醬十分生氣。
在強烈否定時，會展開「A.K.F」（AchiItte KochiKonaide Field，意思是「滾一邊去，別過來這裡」）力場。
結局與今河駿育有一子，叫大五郎。
大五郎（聲：置鮎龍太郎）
愛之神。為了讓今河駿從處男畢業而從天界下凡到了人間界。
超級自我中心、自說自話的性格。
對今河來說，除了是個惹事分子以外，什麼都不是。
馬卡龍（聲：渡部優衣）
愛之神。大五郎的親弟弟。
是個嚴重的兄控，總是元氣滿滿。
具有不服輸的精神，對抗心理非常之高昂。
經常以女裝姿態出現在大五郎面前。
美醬（聲：喜多村英梨）
愛之神。為了讓安藤夏從處女畢業而從天界下凡到了人間界。
性格強勢、平時比較囉嗦，和大五郎是青梅竹馬。
空醬（聲：喜多村英梨）
愛之神。美醬的雙胞胎姐姐。
總是無口、無表情，把愛情當做調味料，所以都會把調味料吃下去。
無論是狗貓還是電化製品之類都可以進行對話。
不知為何就是學不會日語。
星銀河（聲：櫛田泰道）
今河駿的同事。
和田（聲：生天目仁美）
安藤夏的同事。是個抖S的女人。

## 书籍情报
日文版：“30岁的保健体育”系列（ポストメディア編集部・[編]/一迅社发行）既刊4卷
著：、封面插画：、插图：
1.  2008年12月5日初版发行 ISBN 978-4-7580-1123-5
2.  2009年8月5日初版发行 ISBN 978-4-7580-1149-5
3.  2010年4月5日初版发行 ISBN 978-4-7580-1169-3
4.  ISBN 978-4-7580-1219-5

中文版（出版社：如何出版社有限公司）
1. 《宅宅性愛指南》（出版时间：2012年7月25日） ISBN 978-9-8613-6331-8
2. 《阿宅教室的戀愛攻略：破解把妹障礙的六大關卡》（出版时间：2012年9月25日） ISBN 978-9-8613-6336-3
3. 《和女生愉快相處的第一本書：從穿著打扮到聊天約會完全攻略》（出版时间：2012年10月25日） ISBN 978-9-8613-6338-7

## 電視動畫

### 工作人員
- 原作 - 一迅社
- 監督 - 萬久
- 腳本 - 秋山亮
- 角色設計 - 玉戸さお
- 音響監督 - 山田陽
- 動畫製作 - Gathering
- 製作 - 「30歳の保健体育」製作委員会
- 自主規制（日语：自主規制）之聲 - 立木文彥

### 主題曲
片頭曲
- 「恋の道程」

作詞．作曲：kanon
編曲：kanon、涌井啓一、千葉直樹
歌：kanon×kanon
片尾曲
- 「learn together」

作詞：milktub
作曲．編曲：宮崎京一
歌：AiRI

### 各話列表
| 話數   | 主標題               | 中文主標題           | 课程      | 副标题                                | 中文副標題                   | 腳本                      | 分鏡                              | 演出                      | 作畫監督   |
| ------ | -------------------- | -------------------- | --------- | ------------------------------------- | ---------------------------- | ------------------------- | --------------------------------- | ------------------------- | ---------- |
| 第1話  |                      | 第一次的Sex          | LESSON1   |                                       | 第一次的■■■（Sex）           | 秋山亮                    | まんきゅう                        | まんきゅう                | 江上夏樹   |
| 第1話  | LESSON2              | 第一次的Sex          |           | ■■■（SEX）前要做的准备                |                              | 秋山亮                    | まんきゅう                        | まんきゅう                | 江上夏樹   |
| 第1話  | LESSON3              | 第一次的Sex          |           | ■■■■■■（乳房愛撫方法）                |                              | 秋山亮                    | まんきゅう                        | まんきゅう                | 江上夏樹   |
| 第1話  | LESSON4              | 第一次的Sex          |           | 开始                                  |                              | 秋山亮                    | まんきゅう                        | まんきゅう                | 江上夏樹   |
| 第2話  |                      | 第一次的深吻         | LESSON5   |                                       | 初次见面时不能随便           | 秋山亮                    | まんきゅう                        | まんきゅう                | 江上夏樹   |
| 第2話  | LESSON6              | 第一次的深吻         |           | 不要以貌取人                          |                              | 秋山亮                    | まんきゅう                        | まんきゅう                | 江上夏樹   |
| 第2話  | LESSON7              | 第一次的深吻         |           | 要学习的事                            |                              | 秋山亮                    | まんきゅう                        | まんきゅう                | 江上夏樹   |
| 第2話  | LESSON8              | 第一次的深吻         |           | 命运之人                              |                              | 秋山亮                    | まんきゅう                        | まんきゅう                | 江上夏樹   |
| 第3話  |                      | 第一次尝试的男厕所   | LESSON9   | 告白を断られた時                      | 当告白被拒绝的时候           | 秋山亮                    | たかたまさひろ                    | たかたまさひろ            | 亀井大祐   |
| 第3話  | LESSON10             | 第一次尝试的男厕所   |           | 如何询问对方的邮件地址                |                              | 秋山亮                    | たかたまさひろ                    | たかたまさひろ            | 亀井大祐   |
| 第3話  | LESSON11             | 第一次尝试的男厕所   |           | ■■■（正常）体位的优点和复合爱抚       |                              | 秋山亮                    | たかたまさひろ                    | たかたまさひろ            | 亀井大祐   |
| 第3話  | LESSON12             | 第一次尝试的男厕所   |           | 如何邀请约会                          |                              | 秋山亮                    | たかたまさひろ                    | たかたまさひろ            | 亀井大祐   |
| 第4話  |                      | 初遇Miss Bulgaria    | LESSON13  |                                       | 女人也是人                   | 秋山亮                    | たかたまさひろ                    | たかたまさひろ            | 吉田雄一   |
| 第4話  | LESSON14             | 初遇Miss Bulgaria    |           | ■■■（后背）体位的优点和复合愛撫       |                              | 秋山亮                    | たかたまさひろ                    | たかたまさひろ            | 吉田雄一   |
| 第4話  | LESSON15             | 初遇Miss Bulgaria    |           | ■■■（騎乘）体位的优点和复合愛撫       |                              | 秋山亮                    | たかたまさひろ                    | たかたまさひろ            | 吉田雄一   |
| 第4話  | LESSON16             | 初遇Miss Bulgaria    |           | 告白的时机                            |                              | 秋山亮                    | たかたまさひろ                    | たかたまさひろ            | 吉田雄一   |
| 第5話  |                      | 第一次的私人房影片   | LESSON 17 |                                       | 两次或以上的告白不成功的情况 | 秋山亮                    | 春日森春木                        | 春日森春木                | 三宅雄一郎 |
| 第5話  | LESSON 18            | 第一次的私人房影片   |           | 女朋友不配合之时                      |                              | 秋山亮                    | 春日森春木                        | 春日森春木                | 三宅雄一郎 |
| 第5話  | LESSON 19            | 第一次的私人房影片   |           | 为了得到失去的东西                    |                              | 秋山亮                    | 春日森春木                        | 春日森春木                | 三宅雄一郎 |
| 第5話  | LESSON 19            | 第一次的私人房影片   |           | 女性的■■■（自慰）方法                 |                              | 秋山亮                    | 春日森春木                        | 春日森春木                | 三宅雄一郎 |
| 第5話  | LESSON 20            | 第一次的私人房影片   |           | 朋友、熟人、恋人候补的差别            |                              | 秋山亮                    | 春日森春木                        | 春日森春木                | 三宅雄一郎 |
| 第6話  |                      | 第一次的騎乘位       | LESSON 21 |                                       | 给予好印象                   | 秋山亮                    | まんきゅう                        | まんきゅう                | 亀井大祐   |
| 第6話  | LESSON 22            | 第一次的騎乘位       |           | 女性认为异常Play的划分                |                              | 秋山亮                    | まんきゅう                        | まんきゅう                | 亀井大祐   |
| 第7話  |                      | 第一次的Pink rotor   | LESSON 23 | 付き合いだしてからの連絡、デート頻度  | 开始交往后的联系、约会次数   | 秋山亮 玉戸さお（Ex原案） | まんきゅう たかたまさひろ         | まんきゅう たかたまさひろ | 江上夏樹   |
| 第7話  | LESSON 24            | 第一次的Pink rotor   |           | 切忌不要强加价值观于他人              |                              | 秋山亮 玉戸さお（Ex原案） | まんきゅう たかたまさひろ         | まんきゅう たかたまさひろ | 江上夏樹   |
| 第7話  | LESSON 25            | 第一次的Pink rotor   |           | 创造方便■■■（SEX）的气氛              |                              | 秋山亮 玉戸さお（Ex原案） | まんきゅう たかたまさひろ         | まんきゅう たかたまさひろ | 江上夏樹   |
| 第7話  | Ex LESSON 01         | 第一次的Pink rotor   |           | 乳头的色素                            |                              | 秋山亮 玉戸さお（Ex原案） | まんきゅう たかたまさひろ         | まんきゅう たかたまさひろ | 江上夏樹   |
| 第8話  | はじめての同人誌     | 第一次的同人誌       | LESSON 26 | ゲームの常識は捨てよう                | 舍弃玩游戏的常识             | 秋山亮                    | まんきゅう 春日森春木             | まんきゅう 春日森春木     | 吉田雄一   |
| 第8話  | はじめての同人誌     | 第一次的同人誌       | LESSON 27 | ディープキスが■■■（セックス）の始まり | 深吻是■■■（Sex）的开始       | 秋山亮                    | まんきゅう 春日森春木             | まんきゅう 春日森春木     | 吉田雄一   |
| 第8話  | はじめての同人誌     | 第一次的同人誌       | LESSON 28 | NG態度                                | 不好的态度                   | 秋山亮                    | まんきゅう 春日森春木             | まんきゅう 春日森春木     | 吉田雄一   |
| 第8話  | はじめての同人誌     | 第一次的同人誌       | LESSON 29 | 相手のサインを見逃すな                | 牢牢抓住对方的信号           | 秋山亮                    | まんきゅう 春日森春木             | まんきゅう 春日森春木     | 吉田雄一   |
| 第9話  | はじめてのラブホテル | 第一次尝试去爱情旅馆 | LESSON 30 | ラブホテルの種類と料金                | 爱情旅馆的种类和价格         | 秋山亮                    | まんきゅう わだなつき             | まんきゅう                | 江上夏樹   |
| 第9話  | はじめてのラブホテル | 第一次尝试去爱情旅馆 | LESSON 31 | デートに行こう                        | 去约会吧                     | 秋山亮                    | まんきゅう わだなつき             | まんきゅう                | 江上夏樹   |
| 第9話  | はじめてのラブホテル | 第一次尝试去爱情旅馆 | LESSON 32 | ソフト■■■（SM）                       | 轻式■■■（性虐恋）            | 秋山亮                    | まんきゅう わだなつき             | まんきゅう                | 江上夏樹   |
| 第9話  | はじめてのラブホテル | 第一次尝试去爱情旅馆 | LESSON 33 | 話題作りと会話方法                    | 创造话题和会话的方法         | 秋山亮                    | まんきゅう わだなつき             | まんきゅう                | 江上夏樹   |
| 第10話 | はじめての浮気       | 第一次的见异思迁     | LESSON 34 | 一緒の時間を共有しよう                | 共同拥有在一起的时间         | 秋山亮                    | まんきゅう たかたまさひろ         | まんきゅう たかたまさひろ | 亀井大祐   |
| 第10話 | はじめての浮気       | 第一次的见异思迁     | LESSON 35 | ケンカをしたら                        | 吵架之后                     | 秋山亮                    | まんきゅう たかたまさひろ         | まんきゅう たかたまさひろ | 亀井大祐   |
| 第10話 | はじめての浮気       | 第一次的见异思迁     | LESSON 36 | 理想と現実                            | 理想与现实                   | 秋山亮                    | まんきゅう たかたまさひろ         | まんきゅう たかたまさひろ | 亀井大祐   |
| 第10話 | はじめての浮気       | 第一次的见异思迁     | LESSON 37 | 浮気のボーダーライン                  | 花心的边界线                 | 秋山亮                    | まんきゅう たかたまさひろ         | まんきゅう たかたまさひろ | 亀井大祐   |
| 第11話 | はじめてのオナニー   | 第一次的自慰         | LESSON 38 | 筋トレ                                | 肌肉训练                     | 秋山亮                    | たかたまさひろ 春日森春木（协助） | たかたまさひろ            | 吉田雄一   |
| 第11話 | はじめてのオナニー   | 第一次的自慰         | LESSON 39 | 間違った行動力                        | 令人误解的行动力             | 秋山亮                    | たかたまさひろ 春日森春木（协助） | たかたまさひろ            | 吉田雄一   |
| 第11話 | はじめてのオナニー   | 第一次的自慰         | LESSON 40 | 喧嘩は謝ればすむ?                     | 吵架过后只要道歉就好？       | 秋山亮                    | たかたまさひろ 春日森春木（协助） | たかたまさひろ            | 吉田雄一   |
| 第12話 | はじめてのコンドーム | 第一次的避孕套       | LESSON 41 | 行動なしにチャンスなし!               | 不去行动便没有机会           | 秋山亮                    | まんきゅう たかたまさひろ         | まんきゅう                | 江上夏樹   |

### 播放電視台
| 電視台   | 播映期間                | 播映時間                                       | 所屬聯播網             | 備註         |
| -------- | ----------------------- | ---------------------------------------------- | ---------------------- | ------------ |
| TOKYO MX | 2011年4月6日 - 6月22日  | 週三27時00分 - 27時30分                        | 全國獨立UHF放送協議會  |              |
| BS11     | 2011年4月8日 - 6月24日  | 週五24時00分 - 24時30分                        |                        |              |
| AT-X     | 2011年4月13日 - 6月29日 | 週三10時15分 - 10時45分 及 22時15分 - 22時45分 | 廣播衛星（BS）電視頻道 | 每日放送兩回 |

### BD・DVD
2011年6月24日BD／DVD发售，全4卷。
计划预定收录的写实映像因故未收录。
| 卷数  | 发售日        | 收录内容       | 封入特典                           | 映像特典                                            |
| ----- | ------------- | -------------- | ---------------------------------- | --------------------------------------------------- |
| Step1 | 2011年6月24日 | 第1話～第3話   | 广播剧CD： 「」 「」 「」          |                                                     |
| Step1 | 2011年6月24日 | 第1話～第3話   | 学級日誌（8P）                     |                                                     |
| Step1 | 2011年6月24日 | 第1話～第3話   | 4卷收录原画BOX（初回生产限定特典） |                                                     |
| Step2 | 2011年7月22日 | 第4話～第6話   | 广播剧CD： 「」 「」 「」          | 朗読少年 （出演：マカロン、くぅちゃん、ぴぃちゃん） |
| Step3 | 2011年8月19日 | 第7話～第9話   | 广播剧CD： 「」 「」 「」          | 朗読兄弟 （出演：大五郎、マカロン）                 |
| Step4 | 2011年9月23日 | 第10話～第12話 | 广播剧CD： 「」 「」 「」          |                                                     |

## 漫画

### 连载
- ，杂志《Comic REX》（一迅社）2010年12月号至2011年10月号連載。作画：井ノ本リカ子。
- ,杂志《漫畫四格調色盤（日语：まんが4コマKINGSぱれっと）》（一迅社）2010年11月号至2012年4月号連載。作画：三宅大志。
- ，杂志《漫畫四格調色盤Lite（日语：まんがぱれっとLite）》（一迅社）VOL.32至VOL.37連載。作画：。

### 单行本
（漫画：井ノ本リカ子） 连载：（一迅社发行） 全2卷
1. 2011年3月26日发售 ISBN 978-4-7580-6243-5
2. 2011年11月26日发售 ISBN 978-4-7580-6291-6

 连载：（一迅社发行） 全2卷
1. 2011年3月26日发售 ISBN 978-4-7580-8114-6
2. 2012年5月22日发售 ISBN 978-4-7580-8152-8

 全1卷
- 2011年3月26日发售 ISBN 978-4-7580-8115-3

（选集） 连载：（一迅社发行） 全2卷
1. 2011年5月25日发售 ISBN 978-4-7580-0625-5
2. 2011年6月25日发售 ISBN 978-4-7580-0633-0

## 小说
（选集） 全1卷
2011年5月5日初版发行 ISBN 978-4-7580-4224-6
- 
- （著：糸緒思惟、插图：犬）
- （著：大樹連司）
- （著：竹井10日、插图：高見明男）

## 外部連結
- 30歳の保健体育（页面存档备份，存于），官方網站。 （日語）
- TOKYO MX ＊アニメ「30歳の保健体育」（页面存档备份，存于），TOKYO MX 官方網站。 （日語）